# فرودگاه بین‌المللی سیاتل-تاکوما
فرودگاه بین‌المللی سیتل-تاکوما (به انگلیسی: Seattle–Tacoma International Airport) (به زبان بومی: Sea-Tac Airport) یک فرودگاه همگانی مسافربری با کد یاتا SEA است که یک باند فرود بتن دارد و طول باند آن ۳۶۲۷ متر است. این فرودگاه در شهر سی تک، واشینگتن کشور ایالات متحده آمریکا قرار دارد و در ارتفاع ۱۳۲ متری از سطح دریا واقع شده‌است.

## شرکت‌های هواپیمایی و مقصدهای پروازی

### مسافری
| شرکت‌های هواپیمایی                          | مقصدهای پروازی |
| ------------------------------------------ | --- |
| آئرومکزیکو                                 | مکزیکو سیتی (آغاز از ۱ نوامبر ۲۰۱۷) |
| ایر کانادا                                 | پیرسون تورنتو |
| Air Canada Express                         | ونکوور فصلی: کالگری |
| آلاسکا ایرلاینز                            | آلبوکرکی، تد استیونز انکوریج، هارتسفیلد-جکسون آتلانتا، آستین، ثرگود مارشال بالتیمور واشینگتن، بویزی، لوگان، باب هوپ، چارلستون، اوهر شیکاگو، دالاس-فورت ورث، دنور، متروپولیتن شهرستان وین دیترویت، فیربنکس، فورت لادردیل–هالیوود، بین الملی هونولولو، جرج بوش، ایندیاناپلیس، جونو، کاهولوی، کونا، کانزاس‌سیتی، کچیکان، مک‌کاران، لیهوئه، لس‌آنجلس، مینیاپولیس−سنت پل، نشویل، لوئیز آرمسترانگ نیو اورلنان، جان اف کندی، لیبرتی نیوآرک، اوکلند، صحرایی اپلی، انتاریو، جان وین، اورلاندو، پام اسپرینگز، فیلادلفیا، فینکس اسکای هاربر، پورتلند، رالی-دورهام، سکرامنتو، لامبرت-ست لوی، سالت‌لیک‌سیتی، سن آنتونیو، سن دیه‌گو، سانفرانسیسکو، سان خوزه، شهرستان سانتا باربارا (آغاز از ۲۷ اوت ۲۰۱۷), اسپوکن، تمپا، توسان، ونکوور، دالس واشینگتن، ملی رونالد ریگان واشینگتن فصلی: بلینگهم، کانکون، کینتانا رو، ال آی سی. گوستاو دیاز اورداز، لوس کابوس، سیتکا راکی گوتیز |
| آلاسکا ایرلاینز اجرا توسط هوریزن ایر       | آلبوکرکی (آغاز از ۱۸ اکتبر ۲۰۱۷), بلینگهم، بیلینگز لوگان، بویزی، بوزمن یلوواستون، کالگری, ادمونتون، اوژن، گریت فالز، منطقه‌ای هلنا، گلیشر پارک، کلونا، شهرستان لوئیزتون - نزپرس، رگو ولی-مدفورت، ژنرال میچل (آغاز از ۲۷ اوت ۲۰۱۷), مینیاپولیس−سنت پل (آغاز از ۱۸ نوامبر ۲۰۱۷), میسولا، اوکلند، ویل راجرز (آغاز از ۲۷ اوت ۲۰۱۷), پورتلند، محلی پولمان، موسکو، رابرت فیلد، رنو تاهوئه، لامبرت-ست لوی، شهرستان سانتا باربارا (پایان در ۲۶ اوت ۲۰۱۷), چارلز م. شولتس شهرستان سنوما، اسپوکن، فریدمن ممریال، تری-سیتیز، ونکوور، ویکتوریا، محلی والا والا، پاننگبورن مموریال، ویچیتا مید-کانتیننت (آغاز از ۱۸ سپتامبر ۲۰۱۷), ترمینال هوایی یاکیما فصلی: Colorado Springs، فرسنو یوسیمیتی، یمپا ولی (آغاز از ۱۶ دسامبر ۲۰۱۷), انتاریو، سکرامنتو (آغاز از ۲۷ اوت ۲۰۱۷), سانفرانسیسکو, سان خوزه، منطقه‌ای سن لویس شهرستان ابیسپو                                     |
| آلاسکا ایرلاینز اجرا توسط اسکای‌وست         | بویزی (پایان در ۵ نوامبر ۲۰۱۷), دالاس لاو (آغاز از ۲۷ اوت ۲۰۱۷), فرسنو یوسیمیتی، ژنرال میچل, (پایان در ۲۶ اوت ۲۰۱۷), ویل راجرز (پایان در ۲۶ اوت ۲۰۱۷), سکرامنتو (پایان در ۲۶ اوت ۲۰۱۷), سالت‌لیک‌سیتی، ویچیتا مید-کانتیننت (پایان در ۱۷ سپتامبر ۲۰۱۷) |
| آل نیپون ایرویز                            | ناریتا |
| امریکن ایرلاینز                            | شارلوت داگلاس، اوهر شیکاگو، دالاس-فورت ورث، لس‌آنجلس، میامی، جان اف کندی، فیلادلفیا، فینکس اسکای هاربر |
| امریکن ایگل                                | لس‌آنجلس |
| آسیانا ایرلاینز                            | اینچئون |
| بریتیش ایرویز                              | هیترو لندن |
| کوندور فلوگدینست                           | فرانکفورت فصلی: مونیخ |
| دلتا ایرلاینز                              | اسخیپول آمستردام، تد استیونز انکوریج، هارتسفیلد-جکسون آتلانتا، آستین, پکن، لوگان، اوهر شیکاگو، دنور، متروپولیتن شهرستان وین دیترویت، هنگ کنگ، بین الملی هونولولو، کاهولوی، کونا، مک‌کاران، لیهوئه (آغاز از ۲۱ دسامبر ۲۰۱۷), مینیاپولیس−سنت پل، نشویل، جان اف کندی، شارل دوگل پاریس، پورتلند، رالی-دورهام، سالت‌لیک‌سیتی، سن دیه‌گو، سان خوزه، اینچئون، شانگهای پودنگ، ناریتا فصلی: کانکون، کینتانا رو، سینسیناتی/کنتاکی شمالی، فیربنکس، فورت لادردیل–هالیوود، جونو, لوئیز آرمسترانگ نیو اورلنان (آغاز از ۱۰ فوریه ۲۰۱۸)، اورلاندو، پام اسپرینگز (آغاز از ۲۱ دسامبر ۲۰۱۷)، فینکس اسکای هاربر، ال آی سی. گوستاو دیاز اورداز، لوس کابوس، اسپوکن |
| دلتا کانکشن                                | بیلینگز لوگان، بویزی، بوزمن یلوواستون، کالگری، دنور، ادمونتون، اوژن, ژنرال میچل، میسولا، رگو ولی-مدفورت (آغاز از ۱ اکتبر ۲۰۱۷)، جان وین، فینکس اسکای هاربر، پورتلند، رابرت فیلد, سکرامنتو، سالت‌لیک‌سیتی، سن دیه‌گو، سان خوزه، اسپوکن، تری-سیتیز، ونکوور، ویکتوریا فصلی: فیربنکس، جکسن هول، کچیکان، پام اسپرینگز، سیتکا راکی گوتیز، فریدمن ممریال، توسان |
| Delta Shuttle                              | لس‌آنجلس، سانفرانسیسکو |
| هواپیمایی امارات                           | دوبی |
| یورو وینگز اجرا توسط سان‌اکسپرس دویچلند     | فصلی: کلن بن |
| اوا ایر                                    | تائویوان تایوان |
| فرانتیر ایرلاینز                           | دنور، فینکس اسکای هاربر فصلی: کلیولند هاپکینز |
| هاینان ایرلاینز                            | پکن، شانگهای پودنگ |
| Hawaiian Airlines                          | بین الملی هونولولو، کاهولوی |
| ایسلندایر                                  | کفلاویک |
| جت‌بلو                                      | لوگان، لانگ بیچ، جان اف کندی فصلی: تد استیونز انکوریج |
| کورین ایر                                  | اینچئون |
| لوفت‌هانزا                                  | فرانکفورت |
| نروجین ایر شاتل اجرا توسط نروجین لانگ هاول | گاتویک (آغاز از ۱۷ سپتامبر ۲۰۱۷) |
| ساوت‌وست ایرلاینز                           | آستین (پایان در ۵ ژانویه ۲۰۱۸), ثرگود مارشال بالتیمور واشینگتن، میدوی شیکاگو، دالاس لاو، دنور، کانزاس‌سیتی، مک‌کاران، اوکلند، فینکس اسکای هاربر، سکرامنتو، لامبرت-ست لوی، سن دیه‌گو، سان خوزه فصلی: هارتسفیلد-جکسون آتلانتا، ویلیام پی. هابی، ژنرال میچل، نشویل |
| Spirit Airlines                            | ثرگود مارشال بالتیمور واشینگتن، مک‌کاران، لس‌آنجلس فصلی: متروپولیتن شهرستان وین دیترویت، جرج بوش |
| Sun Country Airlines                       | مینیاپولیس−سنت پل |
| Thomas Cook Airlines                       | فصلی: منچستر (آغاز از ۲۷ مه ۲۰۱۸) |
| یونایتد ایرلاینز                           | اوهر شیکاگو، دنور، جرج بوش، لیبرتی نیوآرک، سانفرانسیسکو، دالس واشینگتن فصلی: لس‌آنجلس |
| یونایتد اکسپرس                             | لس‌آنجلس |
| ویرجین آمریکا                              | دالاس لاو (آغاز از ۲۷ اوت ۲۰۱۷), لس‌آنجلس، سانفرانسیسکو |
| ویرجین آتلانتیک                            | هیترو لندن |
| Volaris                                    | دن میگوئل هیدالگو وای کوستیا |
| ژیامن ایرلاینز                             | شنژن بن, زیامن گائوچی |

### باری

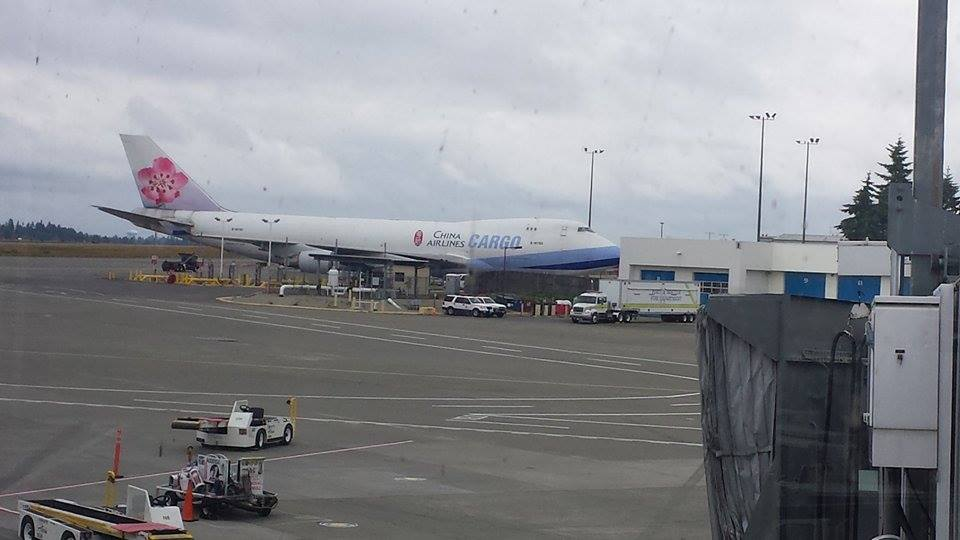
چاینا ایرلاینز بوئینگ ۷۴۷ at Seattle/Tacoma International Airport on ۱۰ ژوئن ۲۰۱۴.

| شرکت‌های هواپیمایی                     | مقصدهای پروازی                                                                                    |
| ------------------------------------- | ------------------------------------------------------------------------------------------------- |
| Airpac Airlines                       | اوژن، ونکوور                                                                                      |
| Amazon Prime Air اجرا توسط اطلس ایر   | سینسیناتی/کنتاکی شمالی                                                                            |
| Ameriflight                           | اوکلند                                                                                            |
| آلاسکا ایرلاینز                       | تد استیونز انکوریج، مرل مودهول اسمیت، جونو، کچیکان، سیتکا راکی گوتیز، یاکوتت                      |
| آسیانا ایرلاینز                       | اوهر شیکاگو، اینچئون                                                                              |
| کارگولوکس                             | کالگری، لس‌آنجلس، لوگزامبورگ - فیندل، گلاسگو پرستویک                                               |
| چاینا ایرلاینز                        | تد استیونز انکوریج، میامی، جان اف کندی، تائویوان تایوان                                           |
| چاینا کارگو ایرلاینز                  | شانگهای پودنگ                                                                                     |
| دی‌اچ‌ال اوییشن اجرا توسط ای‌بی‌ایکس ایر  | سینسیناتی/کنتاکی شمالی، ونکوور                                                                    |
| دی‌اچ‌ال اوییشن اجرا توسط کالیتا ایر    | اینچئون، لس‌آنجلس                                                                                  |
| اوا ایر                               | تد استیونز انکوریج، دالاس-فورت ورث                                                                |
| فدکس اکسپرس                           | تد استیونز انکوریج، دالاس-فورت ورث، فوت ورث الاینس، ایندیاناپلیس، ممفیس، اوکلند، انتاریو، پورتلند |
| فدکس اکسپرس اجرا توسط Empire Airlines | بلینگهم، محلی اسکجت، بندر جمعه، جزیره اورکاس، ولیام ر. فیرچایلد                                   |
| کورین ایر                             | اوهر شیکاگو، لس‌آنجلس، اینچئون                                                                     |

### Other
- کنمور ایر[۱۵]
- Omni Air International[۱۶]